# دولوريس سيلفا
دولوريس سيلفا (بالبرتغالية: Dolores Isabel Jacome Silva‏) (6 أبريل 1991 بالبرتغال - ) هي لاعبة كرة قدم برتغالية في مركز الدفاع. شاركت مع منتخب البرتغال لكرة القدم للسيدات. أما مع النوادي، فقد لعبت مع نادي دويسبورغ وS.U. 1º Dezembro ‏ وMSV Duisburg (women) ‏ وFF USV Jena ‏ ودويسبورغ للسيدات.

## وصلات خارجية
- دولوريس سيلفا على موقع الاتحاد الأوربي (الإنجليزية)
- دولوريس سيلفا على موقع قاعدة بيانات كرة القدم.إي يو (الإنجليزية)
- دولوريس سيلفا على موقع بيانات كرة القدم. دي إي (الألمانية)
- دولوريس سيلفا على موقع Soccerway.com (الإنجليزية)
- دولوريس سيلفا على موقع عالم كرة القدم.نت (الإنجليزية)